# Taxi Girl (Les Simpson)
Pour les articles homonymes, voir Taxi Girl.
Taxi Girl (My Fare Lady) est le quatorzième épisode de la vingt-sixième saison de la série télévisée Les Simpson et le 566e épisode de la série. Il est sorti en première sur le réseau Fox le 15 février 2015.

## Synopsis
Un samedi matin, Marge interrompt la grasse matinée de son mari pour lui rappeler qu'il doit emmener Bart, Lisa et Maggie à leurs activités respectives. Réticent, Homer se rend chez Moe et avale plusieurs bières pour être au-dessus de la limite légale afin de ne pas pouvoir conduire. Marge est alors contrainte de transporter ses enfants dans toute la ville et parvient à respecter les délais à la minute près. Impressionnés par ses facultés de conductrice, des employés d'une société de transport par application mobile lui proposent de se joindre à eux, ce que Marge accepte.
De son côté, Moe informe Homer, Lenny et Carl, qu'il doit s'absenter temporairement pour assister à une représentation au théâtre. Les trois hommes se proposent pour tenir la taverne jusqu'à son retour, mais les choses dégénèrent rapidement, à la suite d'une initiative pour lancer une soirée exclusivement animée par des femmes. L'ampleur des dégâts est telle, que Moe n'a pas d'autre choix que de trouver un second emploi pour réparer les dommages. Dans ce but, Homer et ses amis lui suggèrent un poste comme concierge à la centrale nucléaire...

## Réception
Lors de sa première diffusion l'épisode a attiré 2,67 millions de téléspectateurs.